# Chyromya oppidana
Chyromya oppidana är en tvåvingeart som först beskrevs av Giovanni Antonio Scopoli 1763.  Chyromya oppidana ingår i släktet Chyromya och familjen gulflugor. Arten är reproducerande i Sverige. Inga underarter finns listade i Catalogue of Life.